# Boquerón (Panama)
Boquerón is een plaats en gemeente (in Panama un distrito genoemd) in de provincie Chiriquí in Panama. In 2015 was het inwonersaantal 16.000.
De gemeente bestaat uit devolgende acht deelgemeenten (corregimiento): Boquerón (de hoofdplaats, cabecera), Bágala, Cordillera, Guabal, Guayabal, Paraíso, Pedregal en Tijeras.